# Znam kako dišeš
Znam kako dišeš je bosanskohercegovačka dramsko-kriminalistička serija iz 2023. godine, autora Jasmile Žbanić i Damira Ibrahimovića. Snimanje je počelo u studenom 2022. u Alipašinom Polju u Sarajevu, a trajalo je 8 mjeseci, točnije 245 dana
Svjetska premijera serije prikazana je 6. rujna 2023. na 80. Venecijanskom filmskom festivalu. Serija se premijerno prikazala od 29. listopada do 3. prosinca 2023. pute platforme MY TV, BH Telecoma i putem kanala FTV-a. Od 23. studenoga serija se počela prikazivati na streaming platformi HBO Maxa, ovo je ujedno i prva BiH serija na toj platformi.

## Radnja
Tužiteljica Nevena Murtezić ima zadatak istražiti slučaj samoubojstva dječaka, istovremeno se mora suočiti s privatnim problemima koji se isprepliću sa slučajem.

## Glumačka postava
- Jasna Đuričić kao Nevena Murtezić
- Lazar Dragojević kao Dino Murtezić
- Mirvad Kurić kao inspektor Džandžanović "Džandžo"
- Kemal Rizvanović kao Kemal
- Jelena Kordić Kuret kao Violeta
- Ermin Bravo kao Haris Murtezić
- Emir Hadžihafizbegović kao Goran Halilović
- Selma Alispahić kao Vedrana Halilović
- Izudin Bajrović kao Halid Kapić
- Faketa Salihbegović Avdagić kao Zibka Kapić
- Boris Ler kao Arman Sarkić
- Lana Stanišić kao Nejra Pašić
- Dino Bajrović kao Adnan "Adi" Pašić

## Vanjske poveznice
- Službena stranica na bhcontentlab.ba
- Znam kako dišeš u internetskoj bazi filmova IMDb-a